# テニス
テニス（英: tennis、中: 網球 / 网球）またはローンテニス（英: lawn tennis）は、二人または二組のプレイヤーがネット越しにラケットでボールを打ち合う球技。オリンピックやパラリンピックで採用されている競技であり、年齢性別、身体的個性を問わず広く親しまれている。日本において漢字名の庭球（ていきゅう）と呼ばれることもある。
後述の「ジュ・ド・ポーム」のことを「テニス」という場合がある（この場合は本稿のことを「ローンテニス」と呼ぶ）。

## 歴史

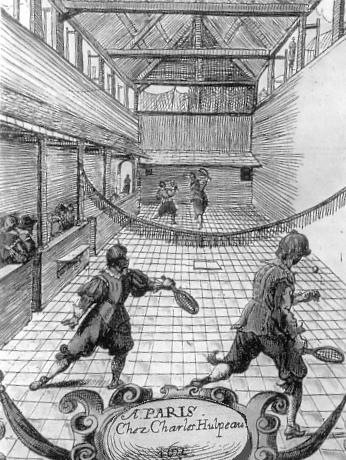
後のテニスになる「jeu de paume」

複数の人間が1つの球を互いに打ち合うという形式の球技の起源は、紀元前にまで遡ることが出来る。エジプトでは宗教的な行為のひとつとしてこのような球技が行われていた。紀元前15世紀の壁画で球を打ち合う球技を行う人々の姿が描かれたものが発見されている。
フランス貴族の遊戯として定着をはじめた16世紀以降には「jeu de paume」（ジュ・ド・ポーム、「掌の遊戯」の意）と呼ばれた。
フランスでこの球技が盛んになった理由としては、ローマ時代の直接の影響よりも、8世紀から11世紀まで、イベリア半島から南フランスまで進出していたイスラム教徒（後ウマイヤ朝）が、エジプト時代と同様に、宗教的行為として行っていたものに、キリスト教の僧侶が興味を持ち模倣したことから始まったと言われている（「ラケット」の語源がアラビア語であることに注意されたい。フランスの僧院で特に盛んに行われるようになったのは、イスラム勢力がヨーロッパから駆逐された12世紀ごろ以降からとされる）。
「テニス」の名称はフランス宮廷で行われたテニスの原型であるジュ・ド・ポーム (Jeu de Paume) において、攻守交代の際にサーバーが「トゥネス!」（仏: Tenez!、動詞 tenir の命令形で「（球を落とさないように）取ってみろ」の意、現代フランス語では「トゥネ」と発音する）と掛け声をしていたことにちなむと一般的に言われる。アラビア史研究の権威フィリップ・K・ヒッティ（Philip Khuri Hitti）は、中世にリンネル織物で有名だったエジプトのデルタ地方の都市で、リンネルで球を作ったと思われる「ティンニース」からきているのだろうと述べている。基本的なルールやスコアリング方式はローンテニスと似ている部分もあり、ファイブズ (fives)、ペロタ (Pelota) などのハンドボールから発達した。
18世紀から19世紀にかけてヨーロッパの貴族の間で大流行し、多くのコートが建造されたが、現存するものは少ない。イギリスでは復元されたコートがクリフトン大学にある。近代における貴族階級の遊戯としてのテニスは、イギリスではロイヤル・テニス（Royal Tennis、「王家のテニス」の意）、アメリカではコート・テニス（Court Tennis、「宮廷のテニス」の意）とも呼ばれている。
手袋を使うこともある。Jeu de paumeの「paume」とは掌を意味する。ボールは固形物（石等）を芯に糸を巻き、皮で被ったもので現代のものよりはるかに重く、弾力性は少ない。サーブは一方の側からのみ行われ、傾斜した屋根を転がるように打ち上げる。レシーブ側のプレイヤーは、落ちてきたボールが二度バウンドする前に打ち返す。失敗したプレイヤーはポイントを失う。ゲームの最初の第一球の打ち込みが「サーブ」と呼ばれるのは、中世においては、レシーバーにあたる人間の従者が第一球を屋根に打ち上げる役目を行っていたことに起源がある（従者「サーバント」が主人に対して行う行為は「サービス」）。14世紀には現在のラケットの原型が登場した。これにはまだガットは張られておらず、ガットが張られるようになったのは16世紀になってからである。
現代の多くのスポーツとは異なり、ローンテニスの歴史はごく浅い。1873年12月、ウォルター・クロプトン・ウィングフィールド少佐が考案した「スフェリスティキ（sphairistike、ギリシア語: σφαιριστική、「球戯術」の意。略してスティッキ[sticky]）」がその原型。現在の社会体育、生涯スポーツの概念の先駆けとなる発想で、ラケット、ネット等をセットで商品化し、芝生の上なら何処でも楽しめる「持ち運びのできるテニス」などともいわれ、コートは、中心部分が細くなっている蝶ネクタイ型をしていた。ボールは中空のゴムボール（ソフトテニスボールと同様なもの）を採用し、当初は現在のように硬質のフェルトで覆われていなかった。1874年、少佐は商用としての可能性を見て特許を取得したが、商業的には成功せず、特許の期限切れにともなう再申請は行っていない。しかし、イギリスやアメリカで有閑階級を中心に急速に広まり、アメリカではニューヨークのスタッテン島、メアリー・ユーイング・アウターブリッジの家で最初にプレイされた。中空のゴムボールでは芝生上でしばしば不安定なバウンドをみせることがあり、フェルトを巻いたものも考案され、2種のボールは永らく併用されていたが、やがてフェルトカバーボールが主流となっていく。
1877年、イギリスのロンドンでアマチュアの大会としては第1回目のウィンブルドン選手権が開催された。アメリカでは1881年に設立されたアメリカ国立ローンテニス協会（現在の全米テニス協会）が、ルールを標準化し、かつ競技を組織化した。同年、「全米シングルス選手権」（最初の名称：U.S. National Singles Championship）の第1回大会がアメリカ・ロードアイランド州ニューポートで開催され、1887年には「全米女子シングルス選手権」(U.S. Women's National Singles Championship) が始まった。これらのアメリカでの大会群は現在の全米オープンの原型である。1900年には男子国別対抗戦であるデビスカップが始まった。

## 日本におけるテニス

### 伝来
諸説あり、1878年（明治11年）にアメリカ人教師のリーランドが文部省の体操伝習所で紹介説が広く流布されているがこれも確たる証拠はないとされ、いまだ詳らかではない。

### 発展　軟球時代
明治期の日本で調達が困難であったローンテニス用具を、安価なゴムボール等の代用品で賄った。これがやがて軟式テニスと呼ばれる様になった。独自の発展を遂げ、今日のソフトテニスに至る。

1886年に東京高等師範学校（東京高師、後の東京教育大　現筑波大）に体育専科がおかれ、坪井玄道が教師に赴任、普及に尽力した。
当初ゴムボールも輸入品であったが、坪井の依頼をうけて三田土ゴムは1890年（明治23年）にゴムボール製造を開始。1900年に日本国産球が完成し、1908年には特許を取得している。
東京高師の卒業生は1887年頃から全国に教員として赴任し、ゴムボールをつかったテニスは全国に普及していくこととなった。
1898年（明治31年）、東京高師と東京高等商業学校（東京高商　現一橋大）の間で対抗試合が行われ、これが日本で最初の対抗戦といわれる。
1904年（明治37年）、東京高師、東京高商、早稲田、慶応の4校の代表が集まりルールを制定、これが日本人が制定したテニスルールの最初のものとされる。
明治期後半　学校対抗の団体戦が日本全国で盛んに行われ、最盛期を迎える

#### 慶応庭球部が硬式転向を宣言
慶応庭球部の主将を務めた小泉信三が欧州遊学中、ウィンブルドン選手権を観戦し、感銘をうける。母校に軟球から硬球への転向を示唆、これを受け、1913年（大正2年）に慶應大学庭球部が突如硬式テニスへの転向を宣言する。
その後、軟式テニスで育った熊谷一弥、清水善造、原田武一、佐藤次郎、山岸二郎ら多数の名選手がテニスに転向し、欧州、米国に転戦し始める。彼らは、その当時においては独特のテニス（軟式テニスで培われたドライブ）で活躍し、1920年代前半から1930年代後半まで続いた日本テニス黄金時代を築き上げることとなる。
1918年（大正7年）、熊谷一弥が全米選手権において、日本人テニス選手として史上初のベスト4進出を果たし、1920年（大正9年）には清水善造のウィンブルドン選手権「チャレンジ・ラウンド」で決勝（現在では準決勝に相当）に進出し、世界1位に君臨していたビル・チルデンに肉薄した。また、その年に開催された第7回オリンピックにおいて熊谷がシングルスで銀メダルを獲得し、ダブルスでも熊谷と柏尾誠一郎のペアが銀メダルを獲得し、オリンピックで初めての日本のメダルとなった。翌1921年、男子テニス国別対抗戦・デビスカップの日本チームの活躍は目覚ましく、準優勝に輝いている。
1921年、日本庭球協会（元日本テニス協会）が発足。同年全日本テニス選手権がスタートしている。
日本テニス界の先駆者であった熊谷一弥と清水善造の後に続き、大正期から昭和期へと移行した1920年代には原田武一が日本を代表する選手として活躍した。原田はとりわけ、デビスカップで傑出した成績を挙げることとなる。特に1926年のデビスカップでは、日本テニス史に残る名勝負が繰り広げられた。日本は「アメリカン・ゾーン」決勝でキューバに5戦全勝で勝ち、「インターゾーン」の決勝でフランスと対戦する。当時のテニス界は、フランスの「四銃士」と呼ばれた4人の強豪選手たちが世界を席巻し始めていた。原田はインターゾーン決勝のフランス戦で、第2試合シングルスでルネ・ラコステを 6-4, 4-6, 6-3, 9-7 で破り、第5試合シングルスでもアンリ・コシェに 6-1, 6-3, 0-6, 6-4 で勝ち、この活躍で世界的に有名な選手となった。日本チームは2勝3敗でフランスに敗れたが、原田のシングルス2勝は大きな反響を呼んだ。1926年、原田武一は「全米テニスランキング」でビル・チルデン、マニュエル・アロンソに次ぐ第3位にランクされ、世界ランキングでも7位に躍進する。
1930年代に入ると、佐藤次郎が登場する。佐藤は4大大会でシングルスでは通算5度もベスト4に進出し、ダブルスでは布井良助とペアで準優勝を経験し、混合ダブルスにおいても準優勝に輝くなど、日本の男子テニス選手として空前絶後の世界的な活躍を残し、当時の世界ランキング3位にまで登り詰めたが、1934年（昭和9年）4月に遠征中にマラッカ海峡で投身自殺をしてしまう。しかし、同年のウィンブルドン混合ダブルスで三木龍喜がドロシー・ラウンドとペアを組んで優勝し、日本人のテニス選手として最初の4大大会優勝者になった。
佐藤亡き後は山岸二郎、中野文照が日本テニス界を代表する選手になる。特に山岸は1938年のデビス・カップ「アメリカン・ゾーン」決勝でオーストラリアと対戦した時、この年の世界ランキング3位だったジョン・ブロムウィッチを6-0, 3-6, 7-5, 6-4 で破り、1937年（昭和12年）に山岸は世界ランキング9位に入り、1938年（昭和13年）には8位にランクされた。同年にはアメリカのドン・バッジがテニス史上最初の「年間グランドスラム」を達成しており、山岸は彼らに続く強豪選手として高い評価を受けたのである。
しかし、1937年に勃発した日中戦争は泥沼の様相を呈し、国内の物不足も顕著になりボールも配給制となった。1939年には四大大会への海外遠征とデビス・カップへの選手派遣も中止となり、戦前の日本テニスの黄金時代は終わりをつげた。1941年に日本が太平洋戦争に突入すると、日本国内は戦時一色となり、日本テニス協会も1942年11月に解散を余儀なくされてしまい、翌年から3年間、戦争激化のため大会は中止せざるを得なかった。この影響は日本テニス界を確実に蝕み、今までのような高水準のレベルが維持は難しくなり、長期の低迷を迎えることとなる。

### 太平洋戦争後

#### デビスカップ東洋ゾーンに参加、宮城・加茂が全米ダブルス優勝
終戦後には日本においてテニスをはじめとするスポーツも徐々に復興し、1951年（昭和26年）からデビスカップの国際舞台に復帰するが以後の４年間アメリカゾーン20戦し2勝18敗と苦戦、過去の隆盛には遠く及ばなかった。昭和30年よりは東洋ゾーンに参加するがここでも苦戦。インド、フィリピンの後塵を拝す時代がつづくことになる。そんななかで1955年（昭和30年）、全米選手権男子ダブルスにおいて宮城淳、加茂公成のペアが優勝を成し遂げる。

#### 激動の1970年代　日本プロテニス協会の設立、沢松和子の活躍
1970年代にははいると沢松和子が登場し海外で活躍。1975年にはウィンブルドン女子ダブルスで優勝する快挙を達成する。
世界のテニスがオープン化するなかで日本でもプロ選手が登場、そのプロ第1号（戦後初のトーナメントプロ）である神和住純（母が軟式テニスの皇后杯全日本チャンピオン、父は天皇杯準優勝　本人も軟式出身）が世界を転戦する。神和住は主に「WCTサーキット」で活躍し、当時のトップ選手だったスタン・スミスを2度破るなどの活躍を見せた。

#### 松岡修造、錦織圭が世界へ
1995年（平成7年）には松岡修造がウィンブルドン選手権男子シングルスでベスト8を獲得した。それ以後、日本の男子選手で世界トップレベルに近づいた選手は少なかった。
しかし、2008年（平成20年）に錦織圭が18歳で日本人最年少ツアー優勝を果たし、2014年（平成26年）には、全米オープンでアジア男子初の準優勝、同年末にはアジア男子初のATPワールドツアー・ファイナルに出場。初出場で2勝をあげ、準決勝まで進出するという快挙を達成、2015年には日本人及びアジア人最高位を更新する世界ランキング4位を記録、アジア選手初の生涯獲得賞金1,000万ドル (約12億円) を突破した。そして、全米オープンでは日本人で初めてのグランドスラムでの第4シードを獲得した。2016年にはリオデジャネイロオリンピックに男子シングルスの日本代表として出場。準決勝でイギリスの英雄アンディ・マリーにストレートで敗退するも3位決定戦で同大会ダブルス部門で金メダルを獲得したラファエル・ナダルにフルセットの末、勝利し銅メダルを獲得し、前述の熊谷一弥，柏尾誠一郎以来の96年ぶりのオリンピックテニス競技のメダリストに輝いた。

#### 伊達公子、大坂なおみの活躍
女子では、沢松以降。1980年代から90年代には井上悦子や1989年にプロ転向した伊達公子が活躍。伊達は1995年に日本人選手として最高の世界ランキングシングルス4位を記録。1997年には平木理化が全仏オープン混合ダブルスで優勝した。2004年2月、杉山愛が世界ランキング8位を記録し、日本人女子として2人目のトップ10入りを果たした。また、ダブルスとしては世界的な名手と知られ、2000年10月には日本人男女初となる世界ランキング1位を記録した（後に2003年にも1位に返り咲く）。そして2018年には、ハイチ出身の男性を父に持つ大坂なおみが全米オープンに優勝、さらに2019年の全豪オープンも制してアジア人として初めてシングルスの世界ランキング1位となり、2020年には再び全米オープンに優勝した。大坂は二重国籍であったが、22歳を前にして日本国籍を選択、選手登録も日本協会である。

## ルール
試合形式としては、1人対1人で行うシングルスと2人対2人で行うダブルス、混合ダブルスがある。
試合開始前のトスによって決定された一方のプレイヤーがサーバー、他方がレシーバーとなり、1ゲームごとに交替する。プレーヤーは奇数ゲーム終了ごとにコートを入れ替わる。サーバーはベースラインの外から相手コートのサービスエリアにバウンドするようにボールを打つ。レシーバーはサーブされたボールを2回バウンドする前に相手コートに打ち返す。次のようなときに失点（相手の得点）となる。
- サーブを2回続けてフォールト（ダブルフォルト）したとき
- サーブされたボールがバウンドする前にレシーバーが触れたとき
- 自分のコートでボールが1回バウンドし、もう1回バウンドしたとき（2回目のバウンドはコート外や設備などでも構わない）
- 自分のコートでボールが1回バウンドし、逆回転によってネットを越えて相手のコートに戻ったとき（この場合は特殊で、ボールが相手コート上にあってもネットタッチさえしなければ、2バウンドする前にオーバーネットして打ち返し、相手が取れなければそのポイントは自分のものとなる）
- 自分のコートに落ちたボールがバウンドしなかったとき
- 自分の打ったボールの1回目のバウンドが、相手のコート外（アウト）だったとき
- 打ったボールが審判に命中したとき
- ラケット以外の部位がボールに触れたとき
- 相手コート内でボールに触れたとき
- 体やラケットがプレー中にネットに触れたとき
- ラケット以外の持ち物をコート上に2回落としたとき

スコアは、0ポイント：ラブ (love)、1ポイント：フィフティーン (fifteen, 15)、2ポイント：サーティー (thirty, 30)、3ポイント：フォーティー (forty, 40) と数える。2ポイント差以上をつけて4ポイント以上を取ると1ゲームを獲得する。例としてカウントが40-30であれば、40の側のプレーヤーが1ポイント取得するとそのプレーヤーがゲームを得る。両者とも3ポイント (40) の状態を「デュース」(deuce) と呼び、デュースの後1ポイントリードしている状態を「アドバンテージ」(advantage) と呼ぶ。アドバンテージを得ているプレーヤーが1ポイント取得するとそのプレーヤーがゲームを得る。アドバンテージを得ているプレーヤーの相手側が1ポイントを取得すると再びデュースとなる。
2ゲーム差以上をつけて6ゲーム以上を取得するとセットを得る。例としてゲームカウントが5-5となった場合は、6-5の後、7-5とすればそのセットを得る。ゲームカウントが6-6となった場合には、次のゲームはルールによってはタイブレーク (tiebreak) が行われる。タイブレークでは2ポイント以上の差をつけて7ポイント以上を獲得した方がゲームの取得者となり、このセットを得る。タイブレーク中のポイントの数え方は、zero、one、two、three、…となる（註：この時は0はzeroとなる）。タイブレークが行われたセットのスコアは、例としてセット取得者側から見る場合は7-6(6)のように表記し、この場合はタイブレークが8-6のスコアで終了したことを意味する（カッコ内の数字はタイブレークを取得しなかった方のポイント数である）。総セット数の過半数、例として5セットの内3セットを取得すれば勝利となる。
タイブレークは1965年にJames Henry Van Alenが試合時間短縮のために考案し、1971年にウィンブルドン選手権において初めて導入された。この時には最終セット以外のセットでゲームカウントが8-8となった後に行うというルールであり、1979年に同大会において最終セット以外のセットでゲームカウント6-6の後に行うというルールに変更された。4大大会の全仏オープンでは最終セットでタイブレークを採用しておらず、2ゲーム差が付くまでセットが続行される。かつてはオリンピック、デビスカップ、フェドカップでも同様のルールを採用していたが、現在ではすべてのセットでタイブレークを採用している。2019年、全豪オープンとウィンブルドン選手権で最終セットのタイブレークが導入された。
2005年秋以降の男子国際大会でのダブルスにおいて、ノーアドバンテージ、また1セットを5ゲーム先取方式とする（ゲームカウント4-4でタイブレークを行う）等のルール変更が提案されており、ダブルスプレイヤーを中心とした反対運動など論争が起こっている。
このシステムを試行した初の国際大会である2005年10月のAIGジャパンオープンテニスでは、日本の岩渕聡、鈴木貴男組が日本人ペアとして初のツアーダブルス優勝を果たしている。
2006年のナスダック100オープンにおいて、条件つきで判定に異議を唱えられる「インスタントリプレイシステム」（チャレンジシステム）が初めて採用された。選手が審判の判定に疑問がある場合に「チャレンジ」を行うと、「ホークアイ」というコンピューターグラフィックスを用いた自動ライン判定システムのスロービデオが流れ、判定がやり直される。この手続きは主審がオーバールールを行うのと同様に、オンプレイの場合はラリー中のボールを止めて行う。明らかなエースおよびアウトやフォールトの場合はポイントが適用されるが、その他の場合はレットとなり、ポイントをやり直す。誤審が判明すればチャレンジする権利は失われないが、判定が覆らなかった場合、その選手はチャレンジ失敗となり、チャレンジする権利を1回失う。
同システムは、4大大会では2006年の全米オープンにおいて初めて導入され、センターコートなど2会場で設置された。2007年には全豪オープンおよびウィンブルドン選手権でも導入された。日本では2008年に東レ パン・パシフィック・オープン・テニストーナメントにおいて、2010年にジャパン・オープン・テニス選手権においてそれぞれ初めて使用された。
2011年のウィンブルドンにおいては、インスタントリプレイ (Electronic Review) に関して以下のルールが適用されている。
- タイブレークになった場合は、その時のチャレンジの残り回数に1回追加される。すなわち、そのセットでのチャレンジ失敗 (incorrect challenges) の限度が3回だったものが4回に増える。
- 最終セットにおけるチャレンジ失敗の回数の限度は、12ゲームごとに3回にリセットされる。すなわち、
  - ゲームカウントが6-6となった場合は、回数はリセットされ、続く12ゲームの間は3回までとなる。
  - チャレンジの回数は繰り越されず、12ゲームごとに回数がリセットされる。
- 線審がポイント終了時に視界をさえぎられ判定ができなかった場合、主審はインスタント・リプレイを要求してもよい。
- インスタント・リプレイが何らかの理由で利用できない場合は、元の線審の判定あるいは主審のオーバールールが有効となる[12]。

なお、チャレンジシステムはクレーコートの試合ではコートにボールの跡が残るため採用されない。

## 用具

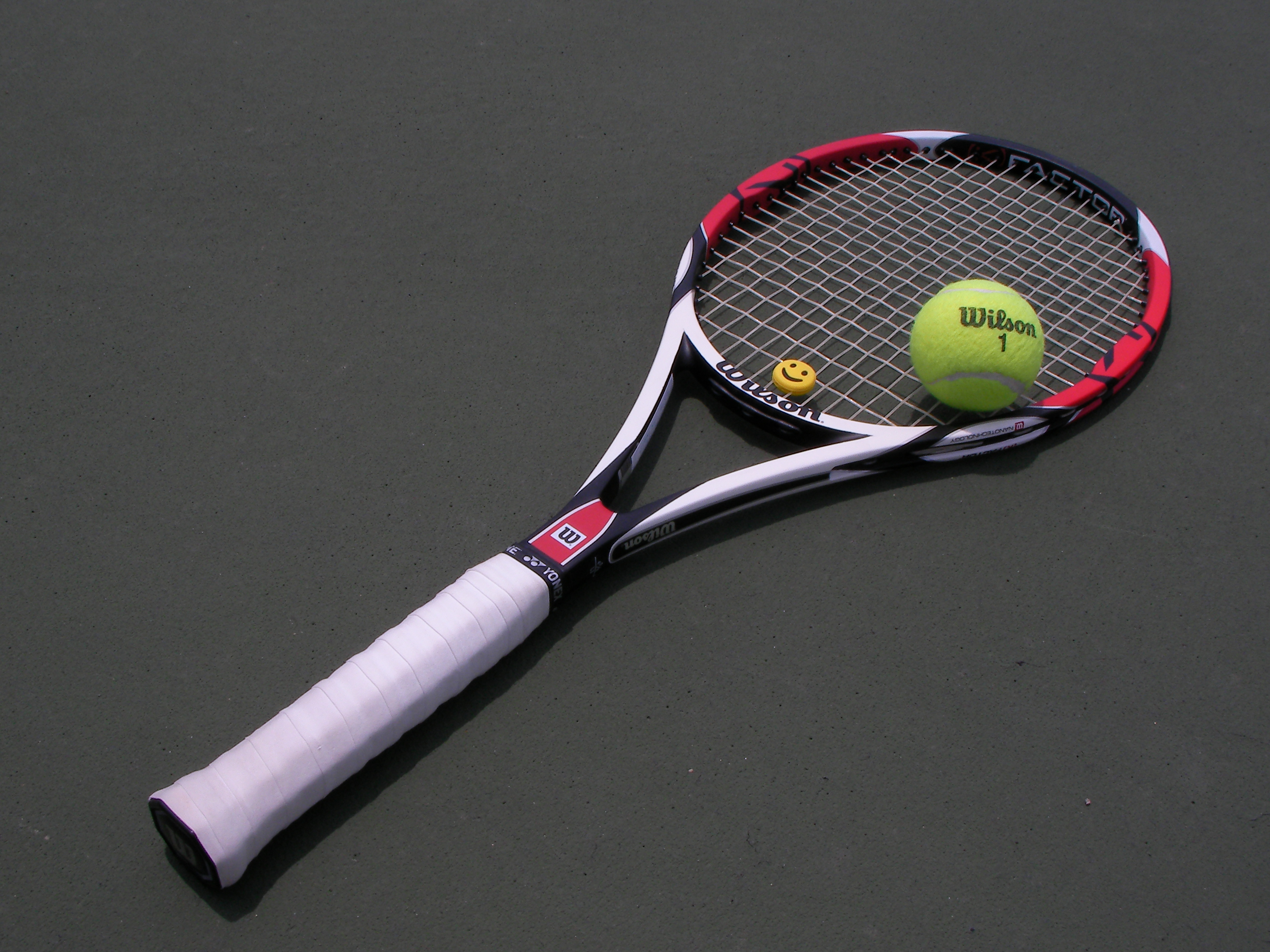
テニスラケットとボール

テニスコートの大きさ

ラケット

棒状のグリップの先が輪になっており、そこに糸状のもの（ストリングスやガットと呼ばれる）が縦横に張られ、この面でボールを打つ道具。材質は、当初は木を加工していたが、その後、スチール、アルミ、などの単一素材が使われ進化して行き、近年は繊維強化プラスチック (FRP)、チタンなどを用いた複合材料のものが主流となっている。長さ69センチ前後、重さは240〜380グラム程度。
ボール

黄色、表面はメルトンと呼ばれるフェルトで覆われている。直径6.35〜6.67センチメートル、重さ56.7〜58.5グラム。保管している缶に1.8気圧が保たれるようになっておりプレッシャー・ボールと呼ばれる。公式球の表面は白のメルトンであったこともある。
大気圧のノンプレッシャー・ボールという練習球もあるが公式戦では使用できない。
コート
床面の材質（サーフェス）は天然芝（グラス）、土（真砂土・荒木田土・粘土砂混合土。クレイ）、焼成土（アンツーカ）、塗装したコンクリート（ハード）、ウレタン樹脂またはゴム（ウレタン）、砂入り人工芝（グラスサンド）など。縦23.77メートル（78フィート）、横はシングルスでは8.23メートル（27フィート）、ダブルスでは10.97メートル（36フィート）である。
床材の専用の製品も普及しており、英国ではグラス（芝生）、北米ではデコ・ターフ、オセアニアではリバウンド・エースという製品が普及している。
コート上のラインには合成樹脂製のラインテープをラインの線に打ちつけて表示する。
ネット
中央の高さが91.4センチメートル（3フィート、あるいは1ヤード）、またシングルス、ダブルスのコートそれぞれで、ネットポストでの高さが1.07メートル（3フィート6インチ）である。
ネットポスト（テニスポスト）はコートに予め設置されている埋筒に差し込むか、専用のアンカーで固定して用いられる。そして、ネットのコードをネットポストのウインチ部分に引っ掛け、ハンドルを回して巻き取りながらネットを張るようになっている。
シングルス・スティックス (singles sticks)
シングルスの試合において、ネットポストがダブルス用に設置されている状態で、シングルス用の本来のネットポストの位置に立て、ネットを既定の高さに修正する用具。

## 服装
公式の試合において、着用する服装はルールにより定められている。清潔でプレーにふさわしいと認められたテニスウェアを着用しなければならない他、トーナメントによっては開催要項に明記して、服装の形や色を規制する場合がある。有名なのはウィンブルドン選手権において白を基調としたウェアとシューズの着用が義務づけられている。これは、1884年の初代女子シングルス優勝者のモード・ワトソンが上下のウェアを白で統一していたことに由来する。
また、スポンサーや製造者のマークの大きさも決められており、アディダスの三本線はデザインとは認められず製造者マークと見なされ、2008年より大きさの制限が設けられている。
ジュニアの大会では、原則としてメーカーのマークなどが、胸の位置以外にあるものは認められない。
テニスラケットも原則としてメーカー契約選手で無い限りメーカーのマークがされたガットを使用する事は出来ない。

## テニス用語

### 用具
ラケット (racquet, racket)
フランス語の「raquette」からきているが、この言葉は「掌」という意味のアラビア語ラーハ（راحة (rāḥat)）に由来する。
ガット (gut)
ラケットに張る弦。正式にはストリングス (strings) という。ガットは「腸」を意味する。素材はナチュラルガット（動物の腸）の他、ナイロンやポリエステル等がある。太さは、主に1.10〜1.42mm (15〜18)。
テンション (tension)
ガット（ストリングス）をラケットに張る強さ。強さの単位には通常ポンド (pounds, lbs, LBS) が使われる。ガットやラケットは、それぞれ適正張力が推奨されている場合が多く、45〜60ポンドである場合が多い。張り上がりが強いほど硬くなり、コントロール性が良くなる。また弱いとボールスピードが上がる。
振動止め
ゴム状の素材でできており、ラケット全体の振動を軽減させる目的でストリングスの一部に装着して利用する。利用するかどうかは利用者の判断で選択できるが、装着できる位置などに関してルールで定められている。実際には音をミュートするだけで、腕に伝わる衝撃はほとんど変化しない。ただ音による打感の違いは重要でテクニックに少なからず影響する。
オーバーグリップ (overgrip, overwrap)
グリップに巻いて利用するテープ。グリップには元々ラバーや合皮等が巻いてある（アンダーグリップ）が、摩擦感や吸汗性などに難点があり、耐久性も低い為、そのまま使用するプレーヤーは少ない。様々な材質（主に、ウレタン、タオル素材）が存在する。
ノン・プレッシャライズド・ボール (non-pressurized ball, pressureless ball)
一般にノンプレッシャーボールと呼ばれる。ボール内の空気圧を外気圧と同じ程度にして作られているため、空気がほぼ抜けないボール。プレッシャライズド・ボールよりも空気圧が低い分、ボールの素材で反発力を補っている。空気抜けの問題はないため、販売時に缶などで高圧で密封する必要はない。
ストリング・セーバー（string savers [複数]）
ストリングスが摩耗したり早く切れることを防ぐ目的で、ストリングスが交差する箇所に装着する小さいプラスチックの用具。

### ルール
デュース (deuce)
現在、フランス語では平等・同点を意味するエガリテ (égalité) が用いられる。
ラブ (love)
無得点をさす。アラビア数字の「0」が卵型をしていることから、卵を意味するフランス語の定形「l'œuf」に由来するという説がある。
「0」「15」「30」「40」というスコアの数え方は、当初は60進法で0、15、30、45であったものの45の5が省略されるようになったものだという説が有力である。なお、フランス語では「0」、「15」、「30」、「40」、「アドバンテージ」は、「zéro」、「quinze」、「trente」、「quarante」、「avantage」（アヴァンタージュ、アヴォンタージュ）であり、全仏オープン等で聞くことができる。
フォールト、フォルト（fault）
サーブで打ったボールがサービスエリアに入らなかったときのコール。1ポイント中に2度フォールトすると「ダブルフォールト」となり、サーバーはそのポイントを失う。
フットフォールト、フットフォルト (foot fault)
サーブを打つ時に、ラインを踏んだり、ラインを越えて踏むなど、足を着いていた位置が規定の範囲から外に出ていた場合にコールされ、フォールトとしてカウントされる。ボールがラケットから離れた後に足を着く位置は問われない。
レット (let)
プレーをやり直すこと。サーブの時、打ったボールがネットに当たってサービスエリア内に入ったり、トスしたボールが着地するまでに打たなかったりした場合、サーバーにはそのサーブをやり直す権利がある。また、プレー中に他のコートからのボールや、その他プレーの妨げとなるものが入ってきたり、身に付けているものや持っているボールを落とした場合などにもコールされ、ファーストサービスからまたはセカンドサービスがレット (let) になった場合はセカンドのやり直しとなる。
ネット (net)
サービスで打たれたボールがネットに接触した場合、審判が発するコール。このコールによってボールがネットに接触したことを確認し、その後、そのボールがサービスエリアに収まった場合はレット、収まらなかった場合はフォールトをあらためてコールする。
アウト / イン (out/in)
ラインの外側にボールが落ちることをアウトと呼ぶ。「out of bounds」の略で、打った側の失点となる。逆にラインの内側に落ちることはインと呼び、ラインに少しでもボールが触れた場合はインとなる。シングルスとダブルスでは判定とするサイドラインが異なる。
タッチ (touch)
ネットにラケットや体で触れた時、またボールがラケットや体にかすったことで失点となったと判断された場合や、ボールが天井などの構築物に触れたと判断された時などにコールされ、失点となる。
ナット・アップ、ノット・アップ (not up)
打球時にボールがすでに2回バウンドしていた場合の審判によるコール。
オーバールール (overrule)
線審の判定を主審が覆すこと。
トス (toss)
1. サーブの際にボールを上空に投げ上げる動作。
2. 試合開始前に、初めにサーブを行うプレーヤーを決定するための動作。コイントスと、ラケットによるトスがある。以下はラケットを使用する場合である。1人のプレーヤーがグリップを軸にしてラケットを回転させ、ラケットが地面に倒れ静止した状態での表裏を、ラケットが回転している間に相手側のプレーヤーが当てることにより行う。このとき、ラケットを回すプレーヤーは、相手側のプレーヤーに対して以下に示すような問いかけを行い、公正を期すため応答がある前にラケットを回す。トスの結果により選択権を得た側が、「サーブを初めに行う」「レシーブを初めに行う」「ネットのいずれかの側のコートに入る」「選択権を相手に譲る」のいずれかを選ぶ。なお、規定の練習が開始されるとコートの状況の確認が可能となるため、トスは規定の練習の前に行われる。
ラフ・オア・スムース (rough or smooth)、またはスムース・オア・ラフ (smooth or rough)
かつてのラケットには、飾りガット、あるいは飾り糸と呼ばれる紐が結わえられており、紐が平坦である側が表（スムース）、凹凸がある側が裏（ラフ）と判断される。飾りガットが廃れた一方で、グリップエンドのラケット製造者のマークを用いて表裏を判断するようになった。
アップ・オア・ダウン (up or down)
グリップエンドのマークが正しい向きになっている場合は表（アップ）、上下逆になっている場合は裏（ダウン）と判断される。
フィッチ (which)
上2つの選択肢を特に指定せず、単に「どちらか」を答えさせる意味での問いかけ。

ノー・アドバンテージ・スコアリング方式
試合時間の短縮を図って採用されることのあるルールで、デュースの後1ポイントでそのゲームの取得者を決定する。この1ポイントをディサイディング・ポイント (deciding point) と呼ぶ。略して「ノー・アド」などと呼ばれることがある。
レシーバーズ・チョイス (receiver's choice)
ノー・アドバンテージ・スコアリング方式のゲームで採用されることがあり、デュースの後ゲームを1ポイントで決める時に、サーバーが左右どちらからサーブを行うかを、レシーバー側が決めることができる。審判は「Deuce. Deciding point, receiver's choice.」とコールする。
リタイアメント (retirement)
試合中の棄権。
ウォークオーバー (walkover)
相手側が何らかの理由で試合を開始できなかった場合に与えられる不戦勝。
ゲーム、セット、アンド マッチ（game, set and match または game, set, and match）
「ゲーム終了、セット終了、そして試合終了」の意で、試合終了時にコールされる（なお英語では、ゲームセット (game set) という言葉は、チェスなどのゲーム用具一式の意を持つ）。

### スキル

#### ラケットの持ち方
フォアハンド
利き腕側でボールを打ち返すショットのフォーム。利き腕だけを使った片手フォアハンド (one-handed forehand)、両手を使った両手フォアハンド (two-handed forehand)がある。
バックハンド
利き腕と反対側でボールを打ち返すショットのフォーム。利き腕だけを使った片手バックハンド (one-handed backhand)、両手を使った両手バックハンド (two-handed backhand)がある。また、両手とも片手フォアハンドが打つことが出来る選手は両利き (ambidextrous player)となる。

##### グリップ
ラケットのハンドル部分の握り方を指す。
コンチネンタルグリップ
別名イングリッシュグリップ。縦握り、包丁握りとひょうげんされることも。ボレーやスマッシュ、サービスで用いられる。
ウエスタングリップ
アメリカ西部地方で盛んに用いられたのでその名がある。イースタン寄りのセミウエスタン、逆のフルウエスタン等のバリエーションがある。近年のグラウンドストロークフォアハンドの中核をなす攻撃的な握り。
イースタングリップ
別名シェークハンドグリップとも。アメリカ東部地方で盛んに用いられたのでその名がある。ファアハンド用（イースタンバックハンド）とバックハンド用（イースタンバックハンド）がある。

#### グラウンドストローク
ワンバウンドしたボールを打つこと。フォアハンドストロークとバックハンドストロークがある。
フラットストローク
ボールに対してラケットの面（フェイス）をフラットにして打つ。スピードのあるボールが打てる。
トップスピンストローク
ボールに強い順回転をかけることにより、落差の大きい打球となり、高くバウンドする。
スライスストローク
ボールに逆回転をかけることで、バウンドした後に低く滑るような打球となる。
ロブ (lob)
相手の頭上を抜いたり、時間を作るなどの目的でボールを高く打ち上げること。フラット、アンダースピン、トップスピンの3つがある。
スマッシュ (smash)
相手のロブや山なりのボールを頭上（オーバーヘッド）で強く叩き打ち下ろすこと。
ボレー (volley)
相手が打ったボールをバウンドする前に打ち返すこと。ボレーにはミドルボレー、ローボレー、ハイボレー、ハーフボレー、ドロップボレー、アングルボレー、ドライブボレーなどがある。

#### サーブ (serve)
ボールを空中に離し（「トス」と呼ぶ）、そのボールをラケットで打つこと。「サービス」(service) とも言い、サーブを打つ人を「サーバー」と呼ぶ。サーバー側コートのベースライン後方から対角にある相手コートのサービスエリア（サービスボックスとも言う）にサーブを入れる事で、ゲームのポイントが開始される。サーブがサービスエリアに入らなかった場合、前述のように（「ルール」の項を参照）、1ポイントにつき1度のみ失敗（フォールト）が許されており、もう1度サーブを打つことができる。2度目のサーブも失敗した場合、ダブルフォールトとなり、サーバーはそのポイントを失う。トスを上げる場所は特に規定されているわけではないが、多くの場合、頭上に上げる。サービスエリアに入りかつ相手がサーブしたボールに触れる事ができなかった場合、このポイントを「エース」(Ace) と呼ぶ（日本では「サービスエース」と呼ばれる事が多い）。また、かろうじて触れられたものの、エース級のサーブでポイントを取った場合は「サービスウィナー」と呼ぶ。サーブの種類はボールの回転で分類されることが多く、主に「フラットサーブ」、「スライスサーブ」、「スピンサーブ」などと呼ばれる球種が存在する。しかし実際のところ、これらの球種の分類は回転量や回転の方向についてのものであるため、明確な区別が難しく、複数の性質を併せ持つ中間型も多い（「スライスサーブ」と「スピンサーブ」の両方の性質を持つ「トップスライスサーブ」などが知られている）。また、回転ではなく打法における分類としては、ラケットの先端を水平よりも下側に向けた状態から打つサーブを特にアンダーサーブと呼ぶ。
フラットサーブ
ボールの回転量が少なく、軌道の変化に乏しいので、他の回転をかけたサーブに比べるとサービスエリアに入れることは難しいとも言えるが、その分最もスピードを出すことのできるサーブである。スピン系のフラットサーブなど。
スライスサーブ
ボールに横回転をかけて打つサーブ。回転の効果でボールは横に曲がりながら飛び、バウンド後も切れていく球筋をたどる。安定性も高く、セカンドサーブとして使うのにも適してる。
スライスサーブは下から上に回転をかけたり、上から振り下ろすイメージで回転をかけたりと様々なテクニックが必要なため注意が必要である。　
スピンサーブ
前方への回転が主で、落差の大きい軌道を描く。このため、前述のフラットサーブなどよりも比較的サービスエリアに入れることが容易である。バウンド後は回転の影響により他のサーブに比べて高く弾む。サービスエリアに入る確率が高いこと、また高く弾むために攻撃されにくいことからセカンドサービスとして用いられることが多い。回転方向によっては、やや左に跳ねさせたり、逆にやや右に跳ねさせたりといった調節も可能である。「ツイストサーブ」や「キックサーブ」と呼ばれるサーブがあるが、もともとスピンサーブがこのような別名を持っている。一方、これらの呼称をそれぞれ独立したサーブとして差別化しようとする動きもある。
リバースサーブ
ウエスタングリップでボールに左スピンを与えるサービズ。最近あまりみられない。
リターン (return)
サーブを返球すること。返球したボールがサーバーに触れずにポイントを得た場合「リターンウィナー」と呼ぶ（日本では「リターンエース」と呼ばれることが多いが、「エース」はサーブ側のみに使われる用語であり、厳密には誤りである）。
ポーチ (poaching)
ダブルスにおいて、ネット付近にいるプレーヤーが、移動して自分のパートナーの方へ打たれたボールをボレーする攻撃的な動作。
ダウン・ザ・ライン（down the line）
相手のコートへ打たれたボールがサイドラインに沿ってまっすぐであることの表現。
コードボール
自分もしくは相手が打ったボールがネットに当たり相手側のコートに入ること。
ウィナー
ボレーやドロップショットなどで相手が全く触れずに得点となること。前述の「リターンウィナー」もこれに含まれる。

#### プレイのスタイル
ストローカー
正確にはグラウンドストーローカー。略されることが多い。グラウンドストロークを中心として後方のベースライン付近からテニスを組み立てるスタイル。本来守備的であったが近年は強打で攻撃するアグレッシブベースライナーが増えた。
カウンターパンチャー (Counter Puncher)
自分からは強打せずに相手のショットを拾って粘り、ミスを誘ったり、相手の強打を利用してカウンターを狙うスタイルのプレーヤー。
サーブアンドボレーヤー (Serve and Volleyer)
サーブを打った後すぐにネット付近に移動してボレーやスマッシュを行うプレーを得意とするプレーヤー。
オールラウンダー (All-Arounder)
万能なプレーを行うことのできるプレーヤー。
スプリット・ステップ (split step)
相手側がボールを打つ直前に小さくジャンプする一つのフットワークの技術。
アイ・フォーメーション (I-formation)
ダブルスにおいて、ポイントの開始前に、サーバーのパートナーがネットの中央付近に位置している陣形。
オーストラリアン・フォーメーション (Australian formation)
ダブルスにおいて、ポイントの開始前に、コートを左右に分ける中心線よりも右側か左側のどちらか一方にサーバーとそのパートナーの両方が位置している陣形\。
ホットドッグ (hot dog)
プレイヤーがロブをネットから離れる方向へ追っていき、ネットに背中を向けた状態でボールを両足の間で打つプレー。
バギー・ウィップ (buggy whip)
フォアハンドでの打球時のフォロー・スルーが、体の前を通って逆側に行かず、低い場所から高い場所へ移動して同じ側で終了する打法。この打法を行う選手としてはラファエル・ナダルが知られる。名前は馬車の馬を鞭で打つ御者の動作に似ていることに由来する。
ジャックナイフ (jack knife)
ストローク時にボールにスピン系の回転がかかり高く跳ね上がったときに対応するためにジャンプをしながらバックハンドでスマッシュを打つ方法。主に身長が低い選手が多く用いている。

### その他
テニス (tennis)
「（球を落とさないように）取ってみろ」という意味の「Tenez!」に由来する。これはロイヤルテニスにおけるサーバー側のプレイヤーの掛け声である。
ボールパーソン (ball person; ball boy, ball girl)
試合中に、ラリーが終了した後のボールを拾ったり、選手にボールを渡したり、ルールに沿って新しいボールに変えたりする人。多くの場合、正式な訓練を受けた子供たちが行う。タオルや、落としたラケットを渡すこともある。
テニス肘、テニス・エルボー (tennis elbow)
肘部に生じる疼痛性運動障害の総称。テニス、卓球、バドミントン、ゴルフ等道具を握って長い時間手を動かすスポーツで生じる。
ベーグル (bagel)
試合で自分もしくは相手にセットの中で1ゲームも取れないまた取られないことを言う（6-0、6-3 など）。また2セット続けて1ゲームも取れないまた取られない場合はダブルベーグルと呼ぶ。日本のテニス用語では団子とも言われる。
グランドスラム(Grand Slam)　
１年間でウィンブルドン、全米オープン、ローランギャロス（全仏オープン）、全豪オープンの四大大会に優勝すること。シングルスでは過去にドンバッジ（1938）、ロッドレーバー（1962,1969）、モーリーン・コノリー（1953）、マーガレット・スミス・コート（1970）、シュテフィー・グラフ（1988）が達成している。年を違えて四大大会すべてに優勝することをキャリアグランドスラム（生涯グランドスラム）という。
ゴールデン・スラム
グランドスラム及びオリンピックで金メダル獲得をも達成すること。1988年に当時19歳のシュテフィ・グラフが達成し、この言葉が作られた。
キープ (keep)
サーバー側がゲームを取得すること。この競技では一般的にサーバー側が有利である。したがって試合に勝利するためには自分のサービスゲームを確実に保守し(keep)、いかに相手のサービスゲームをブレークするかが鍵となる。ただしキープは和製英語。英語圏ではholdという。
ホールド (hold [serve])
サーバー側がゲームを取得すること。
ブレーク (break)
レシーバー側がゲームを取得すること。なおブレーク無しで勝利することができるのは、あるセットで自分側と相手側がサービスゲームをすべて取得し、その後のタイブレークでそのセットを取得するという方法で規定のセット数すべてを取得する場合である。それ以外の場合、試合に勝利するためにはブレークを行う必要がある。
ミニ・ブレーク (mini-break)
タイブレークにおいて相手側のサーブ時に取得するポイント。またこのミニ・ブレークが相手よりも最低1つでも多い状態（1ミニ・ブレーク アップ）にならないとセットを取得するまた勝利することが出来ない。

## 四大大会
- 全豪オープン（1月）
- 全仏オープン（5月 - 6月）
- ウィンブルドン選手権（6月 - 7月）
- 全米オープン（8月 - 9月）

## その他
- 1998年、日本テニス協会や日本プロテニス協会などが参加する「日本テニス振興協議会」は設立された1998年に9月23日（秋分の日）を「テニスの日」に制定した[16]。
- バドミントンなどとともに、レクリエーションやレジャーとしても広く行われる競技である。公園や高原のリゾート地などには、しばしばテニスコートが見られる。